# Chlorolestes
Genre
Chlorolestes  est un genre  dans la famille des Synlestidae appartenant au sous-ordre des Zygoptères dans l'ordre des Odonates. Il comprend sept espèces. Le genre est endémique du Sud de l'Afrique.

## Liste des espèces
Ce genre comprend 7 espèces :
- Chlorolestes apricans Wilmot, 1975
- Chlorolestes conspicuus Hagen in Selys, 1862
- Chlorolestes draconicus Balinsky, 1956
- Chlorolestes elegans Pinhey, 1950
- Chlorolestes fasciatus (Burmeister, 1839)
- Chlorolestes tessellatus (Burmeister, 1839)
- Chlorolestes umbratus Selys, 1862